# Ishavssjöstjärna
Ishavssjöstjärna, ishavsstjärna eller taggig sjöstjärna (Marthasterias glacialis) är en art i familjen Asteriidae i klassen sjöstjärnor. Som andra sjöstjärnor har den fem sugfotsförsedda armar som sticker ut från en central platt kropp. Ishavssjöstjärnan har tre rader med taggkrönta vita knölar på varje arm.